# Hippolyte Ramel
Pour les articles homonymes, voir Ramel (homonymie).
Hippolyte Ramel, né le 15 octobre 1908 à Knutange (Moselle) et mort le 16 février 2003  dans la même ville, est un homme politique français.

## Biographie
Fils d'un ouvrier et d'une épicière dont le petit commerce fait faillite en 1940, Hippolyte Ramel travaille comme apprenti à Hayange après des études limitées à l'école primaire. À 19 ans, il déménage à Paris où il travaille dans diverses usines, puis, après son service militaire, retourne en Moselle où il travaille comme ouvrier dans la même usine que son père.
Proche de l'extrême-droite, et plus particulièrement des idées de François Coty, il n'a pas d'autres engagements durant ces années que le scoutisme, prolongement de sa foi catholique.
Mobilisé au début de la seconde guerre mondiale, il est affecté, compte tenu de ses compétences, dans une usine de Saint-Denis à partir de février 1940. Après son retour à la vie civile, il reprend son emploi en Moselle.
En 1942, il refuse de signer la déclaration d'allégeance à l'Allemagne réclamée aux mosellans, ce qui lui vaut d'être déporté à  Bad-Blanckenburg-Bochum en janvier 1943, avec sa famille. Il ne rentre en France qu'à la Libération, en mai 1945.
Il est alors sollicité par le maire sortant de Knutange, le docteur Joseph Peiffert, qui cherche à passer la main, pour se présenter aux municipales, et est élu maire, sans étiquette, mais à la tête d'une liste clairement orientée à droite. Il est réélu en 1947 et 1953.
En 1956, il accepte, après des hésitations, de figurer sur la liste menée par Raymond Mondon pour les élections législatives, qui gagne un siège par rapport à 1951 du fait de son apparentement avec le MRP, ce qui lui permet d'être élu député. Il est le seul ouvrier du groupe des Indépendants et paysans d'action sociale, dont il suit les positions tout au long de son mandat.
A l'assemblée, son action concerne essentiellement le soutien aux victimes de la catastrophe d'Audun-le-Tiche.
En 1958, il renonce à se représenter aux législatives, et l'année suivante il est réélu maire de Knutange, fonction à laquelle il se consacre pleinement. Il est notamment à l'origine de la construction d'un groupe scolaire, d'un centre d'apprentissage devenu ensuite lycée professionnel, d'un centre de secours des sapeurs-pompiers, et engage sa municipalité dans la constitution d'inter-communalités. Il échoue, en revanche, dans son projet de construction d'un collège d'enseignement secondaire, qui est finalement attribué à la commune de Fontoy.
En 1971, il est battu aux municipales par une liste de gauche Il se retire de la vie politique, mais reste très actif, jusqu'au milieu des années 1990, dans la vie associative locale.

## Mandats
- 2 janvier 1956 - 8 décembre 1958 : député de la Moselle[1]